# A Legal Matter
Singles de The Who
Substitute
(mars 1966) The Kids Are Alright
(juillet 1966)
Pistes de My Generation
I'm a Man The Ox
A Legal Matter est une chanson des Who parue en 1965 sur l'album My Generation, puis en single l'année suivante.

## Histoire
A Legal Matter est enregistrée dans le studio A des studios IBC (Londres) le 12 novembre 1965, lors d'une session qui voit également l'enregistrement de l'instrumental The Ox. Les Who y sont accompagnés par Nicky Hopkins au piano. Les deux titres paraissent le 3 décembre sur le premier album du groupe, My Generation.
Après la rupture entre les Who et leur manager Shel Talmy, la maison de disques Brunswick Records publie A Legal Matter en 45 tours le 7 mars 1966 pour gêner le lancement du single Substitute, paru sur le nouveau label du groupe, Reaction Records. Cette stratégie s'avère infructueuse : A Legal Matter pointe à la 32e place du hit-parade britannique, tandis que Substitute atteint la cinquième position.
En juillet, A Legal Matter paraît également en face B du single The Kids Are Alright aux États-Unis.

## Caractéristiques artistiques
A Legal Matter est dans la veine de la plupart des titres de l'album : une chanson pop énergique, à la guitare et à la batterie proéminentes. Ses paroles évoquent une histoire d'amour tumultueuse se terminant devant la justice.
A Legal Matter est la première chanson des Who gravée sur disque où Pete Townshend assure le chant en lieu et place de Roger Daltrey. Selon une légende urbaine, Daltrey aurait refusé de la chanter parce qu'il était en train de divorcer de sa première femme, mais cette histoire n'a aucun fondement.

## Musiciens
- Pete Townshend : chant, guitare
- John Entwistle : basse, chœurs
- Keith Moon : batterie
- Nicky Hopkins : piano